# Bremerholm (Aarhus)
 For alternative betydninger, se Bremerholm. (Se også artikler, som begynder med Bremerholm)
Bremerholm er en del af Skjoldhøjkilen på Holmstrup Mark, og er i dag et spændende og naturplejet område med stier, søer, drænkanaler, skov samt bænke og broer, så det er let at færdes i området, som på en varm sommerdag næsten kan virke sydlandsk. Gennem området løber Voldbæk, som løber ned til Aarhus Å lige vest for Brabrand Sø. På grund af terrænforskel, manglende bebyggelse og små skovområder kan det virke øde, selvom det ligger tæt ved den befærdede Jernaldervej. Området besøges både af de mest lokale: af beboere i villakvarteret Skjoldhøjparken, på Skjoldhøjkollegiet, på ungdomshjemmet Holmstrupgård, skolebørn på Skjoldhøj Skole og af andre naturinteresserede, primært fra Holmstrup Mark.[kilde mangler]
Villakvarteret Skjoldhøjparken var oprindelig projekteret til at være lidt større mod syd end det fremstår i dag.[kilde mangler] Denne sydlige del (syd for Jernaldervej) er nu naturområde, og betragtes som en del af Bremerholm.
På Bremerholm ses bl.a. følgende planter: vand-pileurt, Almindelig Tagrør, dunhammer, gederams, rød hestehov, Ager-Tidsel, lugtløs kamille, skive-kamille, almindelig mjødurt, eng-rottehale, hundegræs, Korn-Valmue, Hamp-Hanekro, humlesneglebælg, birk, rød-el, eg, fyr og pil.[kilde mangler]
- Naturpleje omkring voldbækken ved Bremerholmen
- Svanesøen. De anlagte bassiner er hurtigt naturaliseret.

56°10′22″N 10°06′20″Ø / 56.17278°N 10.10556°Ø